# 天主教科蒂多教區
天主教科蒂多教區（拉丁語：Dioecesis Kotidoensis）是烏干達一個羅馬天主教教區，屬托羅羅總教區。
教區成立於1990年5月20日，包括北部區東北部阿比姆區、科蒂多區和卡邦區。2004年有教友130,150人（佔轄區總人口45.9%）、九個堂區、廿一名司鐸。現任教區主教為若瑟·腓立比。